# Моргун Олег Анатолійович
Олег Анатолійович Моргун (нар. 10 січня 1965 Запоріжжя, УРСР) — радянський та український футболіст та тренер, виступав на позиції воротар.

## Кар'єра гравця
Вихованець запорізького футболу, перший тренер — Станіслав Басюк. У 1981 році розпочав футбольну кар'єру в резервній команді сімферопольської «Таврії», яка виступала в Вищій лізі чемпіонату СРСР. Наступного року дебютував у стартовій 11-і. Коли настав час проходити військову службув виступав у резервній команді московського ЦСКА, а також в одеському СКА. У 1987 році став гравцем донецького «Шахтаря», але не зігравши жодного офіційного поєдинку в липні того ж року приєднався до полтавської «Ворскли». У 1991 році виїхав до Болгарії, де підписав контракт з переможцем національного чемпіонату, «Етиром». Під керівництвом Георгі Васілєва провів два прекрасних сезону. Разом з «Етиром» дебютував в європейських клубних турнірах — провів 2 поєдинки в «Кайзерслаутерном» (0:2 та 1:1). 
Напередодні початку сезону 1993 року перейшов у «Левскі». У складі нового клубу розпочав сезон як основний воротар команди, але, через грубі помилки в поєдинку проти «Рейнджерс» у Лізі чемпіонів, втратив місце в основному складі. У болгарському чемпіонаті Олег зіграв 6 матчів, отримуючи ігрову практику переважно в кубку Болгарії. У езоні 1993/94 років у складі «Лєвскі» став переможцем національного чемпіонату та кубку. Після повернення Здравко Здравкова до команди, Олег став третім воротарем у команді. 
Влітку 1995 року повернувся до «Ворскли», де був резервним воротарем, У 1999 році завершив кар'єру футболіста в футболці полтавчан.

## Тренерська кар'єра
По завершенні ігрової кар'єри розпочав тренерську діяльність. Спочатку був помічником головного тренера, а в сезоні 2002/03 років став головним тренером другої команди полтавської «Ворскли». У серпні 2003 року виконував обов'язки головного тренера «Ворскли». Потім працював у Дитячій школі імені Горпинка в Полтаві, де тренував дітей.

## Досягнення
- Друга ліга чемпіонату СРСР (зона 6)
  -  Срібний призер (1): 1988

- Професіональна футбольна група А
  -  Чемпіон (2): 1994, 1995

- Кубок Болгарії
  -  Володар (1): 1994

- Вища ліга чемпіонату України
  -  Бронзовий призер (1): 1997

- Перша ліга чемпіонату України
  -  Чемпіон (1): 1996